# Ertragswert
Der Ertragswert ist eine betriebswirtschaftliche Kennzahl, die in der Unternehmensbewertung, bei Immobilien, bei Investitionen und bei Mobilien durch Kapitalisierung des erwirtschafteten oder zukünftigen Ertrags als Gegenwartswert errechnet wird.

## Allgemeines
Während beim Sachwertverfahren der Sachwert auf der Bestandsgröße eines Substanzwertes aufbaut, orientiert sich das Ertragswertverfahren an der Flussgröße des Ertragswerts. Der Ertragswert ist insbesondere im Bankwesen und auf dem Immobilienmarkt von Bedeutung. Bei der Beleihung von Ertrag generierenden Objekten (Gewerbeimmobilien, Mehrfamilienhäuser, Gewinne eines Unternehmens, Grenzerträge einer Investition oder Erträge eines Flugzeugs) spielt im Rahmen der Spezialfinanzierung (Objektfinanzierung, Projektfinanzierung, strukturierte Finanzierungen) die Wertermittlung des Ertragswerts eine besondere Rolle. Formal definiert wird er als die Summe der abgezinsten künftigen, nachhaltig erzielbaren und marktüblichen Erträge aus einem Objekt.

## Ermittlung
Grundlage ist der durch ein Beleihungsobjekt erwirtschaftete Gewinn oder Ertrag pro Jahr, aus dem einmalige Sondereffekte zu eliminieren sind. Der bereinigte Gewinn oder Ertrag bildet die Grundlage für den Schuldendienst des gewährten Kredits. Im Rahmen von Kreditunterlagen ist den Kreditinstituten die Höhe und Nachhaltigkeit dieser Einnahmen nachzuweisen (Mietaufstellungen, Jahresabschlüsse, Investitionspläne). Im späteren Kreditvertrag sorgen dann Covenants mit Schuldenkennzahlen wie Schuldendienstdeckungsgrad, Verschuldungsgrad oder Zinslastquote für die Aufrechterhaltung eines angemessenen Kreditrisikos. Zu berücksichtigen sind bei der Ertragswertermittlung die Bewirtschaftungskosten, die den Ertragswert mindern (§ 18 ImmoWertV):
```
   
Rohertrag

   - 
Bewirtschaftungskosten

   = 
Reinertrag
```

Dieser Reinertrag (Netto-Ertragswert) ist zunächst auf Jahresbasis zu ermitteln, sodann wird er für die Kreditlaufzeit zum Kapitalwert kumuliert (§ 20 ImmoWertV). Der Kapitalwert ist der Betrag, der alternativ am Kapitalmarkt angelegt werden müsste, um die gleichen Erträge wie aus dem Objekt zu erzielen. 
Bei begrenzter Dauer und unterschiedlichem Gewinn pro Jahr ergibt sich der Ertragswert {\displaystyle E} aus den Anschaffungskosten {\displaystyle A}, dem Jahresgewinn {\displaystyle G} und dem Kapitalisierungszinsfuß {\displaystyle p} auf die Dauer {\displaystyle t} in Jahren:
{\displaystyle E=A+\sum _{t=1}^{n}G/(1+p)^{t}}
Bei unbegrenzter Dauer und gleichbleibendem Gewinn pro Jahr errechnet sich der Ertragswert als Übergang zur Rentenformel wie folgt:
{\displaystyle E=A+{\frac {\text{G}}{\text{P}}}\,\cdot 100\,\%}
Bodenwert und Gebäudeertragswert ergeben den Ertragswert eines bebauten Grundstücks (§ 185 Abs. 3 BewG).

## Ertragswert in der Praxis
Als Beleihungswert von Ertrag generierenden Beleihungsobjekten wie Gewerbeimmobilien oder Mehrfamilienhäusern kommt ausschließlich der Ertragswert in Betracht. Er wird bei der Sicherheitenbewertung zur Ermittlung des Beleihungswerts herangezogen. Haupteinflussfaktor auf den Wert einer Gewerbeimmobilie ist die nachhaltig erzielbare Jahresnettokaltmiete unter Berücksichtigung der Verwaltungskosten, Betriebskosten, Instandhaltung und Mietausfallrisiko (§ 187 BewG), wobei als konservativer Multiplikator das 12- bis 13-fache der Jahresnettokaltmiete als potenzieller Veräußerungserlös angesehen wird.
Der Ertragswert einer Investition ist der Barwert der zukünftig aus der Investition zu erwartenden Einzahlungsüberschüsse. Ist der wahrscheinlichkeitsgewichtete Ertragswert großer als die investierten Mittel (positiver wahrscheinlichkeitsgewichteter Ertragswert), so ist die Investition wirtschaftlich sinnvoll. Für die Bewertung von ganzen Unternehmen eignet sich der Ertragswert am besten, da dieser dem in Theorie und Praxis dominierenden Gedanken gerecht wird, dass die zukünftigen, aus den Leistungen des Unternehmens hervorgehenden Erträge diesen Ertragswert im Wesentlichen bestimmen. Bezugsgröße ist der um das außerordentliche Ergebnis korrigierte Jahresüberschuss. Der Ertragswert wurde im Steuerrecht für Grundstücke bei der Ermittlung des Einheitswertes (bis 2024) zugrunde gelegt; teilweise bildet er auch die Basis für diejenigen Steuerwerte, die an die Stelle des Einheitswertes traten. Der steuerrechtliche Einheitswert war im Grunde ein schematisierter Ertragswert.

## Ertragswert und Beleihung
Der Ertragswert wird im Rahmen der Sicherheitenbewertung zur Ermittlung des Beleihungswerts bei Beleihungsobjekten herangezogen, die einen Gewinn oder Ertrag erwirtschaften. Dazu gehören bei Immobilien die Gewerbeimmobilien und vermieteten Mehrfamilienhäuser. Bei Mobilien gehören im Rahmen der Objektfinanzierung die Fahrzeugparks, Schiffe oder Flugzeuge zu den ertragswertorientierten Objekten. Sollen durch Kreditinstitute Unternehmenskäufe bei Nichtbanken mitfinanziert werden, so kann auch hier ein Ertragswert als Grundlage für den Beleihungswert ermittelt werden.
In § 3 BelWertV ist der Beleihungswert als der Wert definiert, der erfahrungsgemäß unabhängig von vorübergehenden, etwa konjunkturell bedingten Wertschwankungen am maßgeblichen Markt und unter Ausschaltung von spekulativen Elementen während der gesamten Dauer der Beleihung bei einer Veräußerung voraussichtlich erzielt werden kann. Anzuwenden sind bei der Wertermittlung das Ertragswertverfahren mit dem Ertragswert (§§ 9 bis 13 BelWertV) als Wertkonvention für den Beleihungswert.

## Unterschiede zwischen Ertragswert und Discounted Cash-Flow
Beide Verfahren gehen davon aus, dass sich der Wert eines Objekts aus den künftigen Einnahmeüberschüssen ableiten lässt. Beide besitzen gemeinsam als mathematische Grundlage die Kapitalwertmethode. Der grundlegende Unterschied zwischen beiden Verfahren besteht darin, dass sich der Ertragswert aus den künftigen Gewinnen oder Erträgen errechnet, während sich der Discounted Cash-Flow (DCF) aus den Barwerten von Cashflows (englisch operating free Cashflow, freier Cashflow aus dem operativen Geschäft) rekrutiert. Weitere Unterschiede ergeben sich daraus, ob es sich um Überschüsse handelt, die an die Eigenkapital- oder Fremdkapitalgeber ausgeschüttet und wie sie kapitalisiert werden. Als Diskontierungszinssatz wird beim Ertragswert eine individuelle Alternativrendite, beim DCF ein gewogener Kapitalkostensatz der Renditeerwartungen aller Kapitalgeber verwandt. Während der Ertragswert das systematische und unsystematische Risiko erfasst, berücksichtigt der DCF nur das systematische Risiko. Bei identischen Annahmen gelangen beide Verfahren trotz der Unterschiede zu gleichen Ergebnissen, weil ihnen ein Barwertkalkül zugrunde liegt.